# Pasul Ursoaia
Pasul Ursoaia (sau Șaua Ursoaia) este o trecătoare situată în Carpații Occidentali la altitudinea de 1320 m, între Munții Bihorului și Munții Gilăului, la vest de Muntele Mare.

## Date geografice
Se află pe cumpăna apelor dintre bazinele hidrografice ale Someșului Cald – situat la nord și cel al Arieșului Mare – situat la sud.
Sub șaua Ursoaia, își are originea Apa Caldă, care desparte spre nord Munții Bihorului de Munții Gilău. Spre sud, se află valea râului Albac.
La est de pas se găsește vârful Stăuin (1381 m), iar spre vest vârful Clujului (1399 m). Trecătoarea este traversată de DN1R (denumit și Transursoaia), pe porțiunea dintre Beliș (Barajul Fântânele) și Albac (DN75). De asemenea, trecătoarea este traversată de traseul turistic de creastă care face legătura între munții Bihorului și Gilăului, marcat cu bandă roșie.

## Obiective de interes situate în apropiere
- Biserica de lemn din Mătișești[7] și Izbucul Mătișești
- Casa memorială „Horea” din Fericet
- Ghețarul de la Scărișoara[4]
- Cheile Mândruțului și Cheile Albacului[8]